# Jodek litu
Jodek litu, LiI – nieorganiczny związek chemiczny, sól litowa kwasu jodowodorowego.

## Otrzymywanie
Jodek litu może być otrzymywany poprzez reakcję kwasu jodowodorowego z wodorotlenkiem litu:
LiOH + HI → LiI + H2O
lub roztworem węglanu litu:
Li2CO3 + 2HI → 2LiI + H2O + CO2
Otrzymaną sól poddaje się następnie rekrystalizacji.
Inną metodą otrzymywania, choć rzadziej stosowaną ze względu na wyższe koszty, jest reakcja litu z jodem:
2Li + I2 → 2 LiI

## Właściwości
Jodek litu tworzy białe sześcienne kryształy. Rozpuszczalność w wodzie znacząco wzrasta w gorącej wodzie.
- współczynnik załamania – 1,955

Trihydrat jodku litu jest żółtym (z powodu uwalniania jodu w kontakcie z powietrzem), higroskopijnym ciałem stałym tworzącym heksagonalne kryształy. W 73 °C traci jedną cząsteczkę wody z sieci krystalicznej stając się dihydratem, który następnie w 80 °C traci kolejną cząsteczkę wody, a w 130 °C staje się bezwodny.

### Właściwości termochemiczne
| [ 1 ] | LiI    | LiI(aq) | LiI·H2O | LiI·2H2O | LiI·3H2O | jednostka |
| ΔHof  | -64,63 | -79,75  | -141,09 | -212,81  | -284,93  | kcal/mol  |
| ΔGof  | -64,60 | -82,40  | -127,00 | -186,50  |          | kcal/mol  |
| So    | 20,74  | 29,80   | 29,40   | 44,0     |          | cal/mol·K |
| Cp    | -12,20 | -17,60  |         |          |          | cal/mol·K |

## Zastosowanie
Jodek litu jest używany w fotografice, a jego roztwór wodny jako absorbent w chłodzeniu. Stosowany jest także jako elektrolit w bateriach, które ze względu na długą żywotność i niezawodność mają zastosowanie medyczne, m.in. w rozrusznikach serca.

## Zagrożenia
Jodek litu ma działanie neurotoksyczne i nefrotoksyczne.